# Candezea flaveola
Candezea flaveola es un coleóptero de la familia Chrysomelidae.
Fue descrita científicamente por primera vez en 1855 por Gerstaecker.